# Śluza w Przegalinie
Śluza w Przegalinie – śluza komorowa w Gdańsku, w dzielnicy Wyspa Sobieszewska (na południowo-wschodnim krańcu wyspy), umożliwiająca żeglugę śródlądową między Martwą Wisłą i Przekopem Wisły. Wspólnie z portem rzecznym w Przegalinie stanowi węzeł wodny Przegalina.

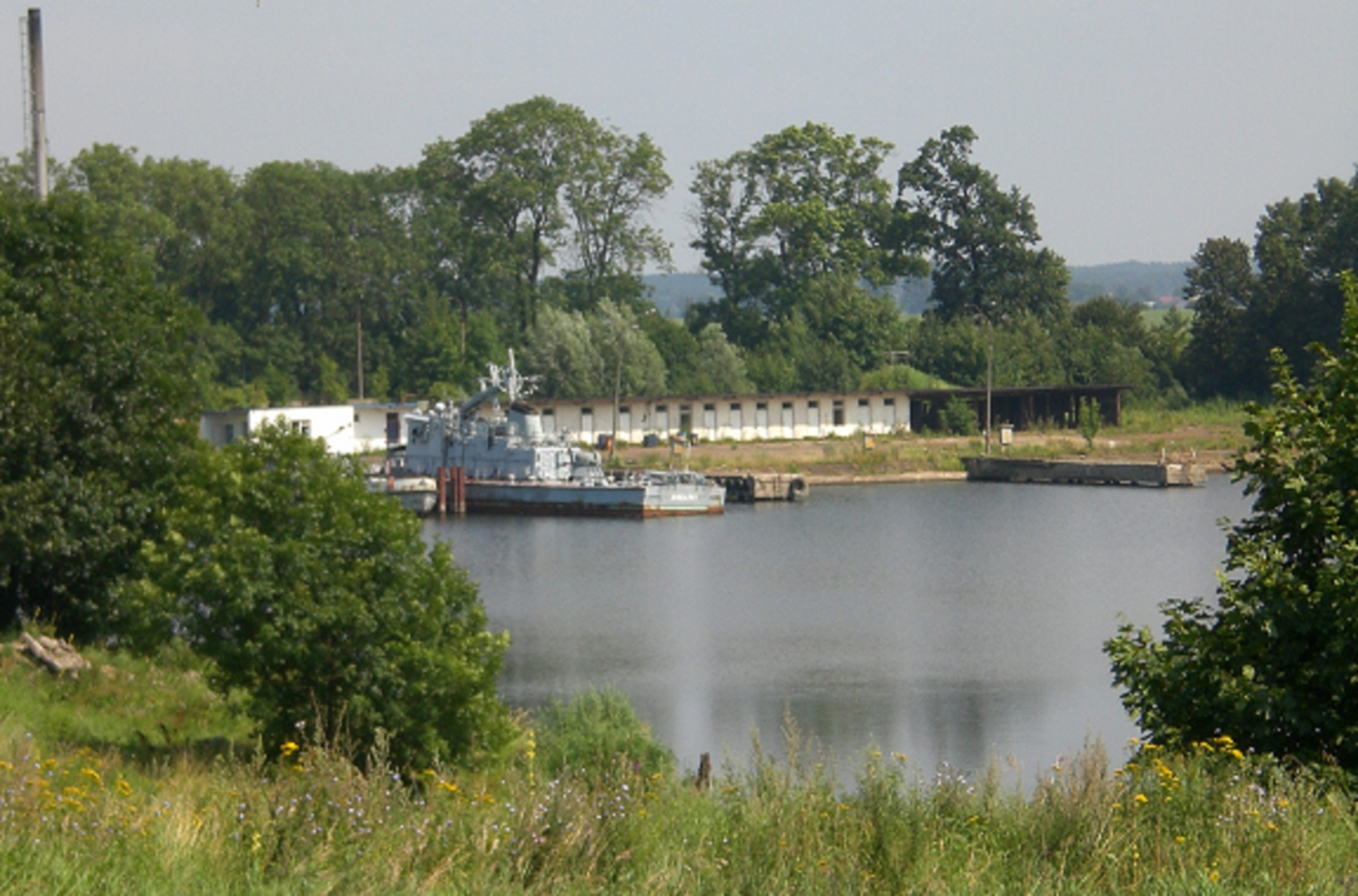
Port rzeczny w Przegalinie

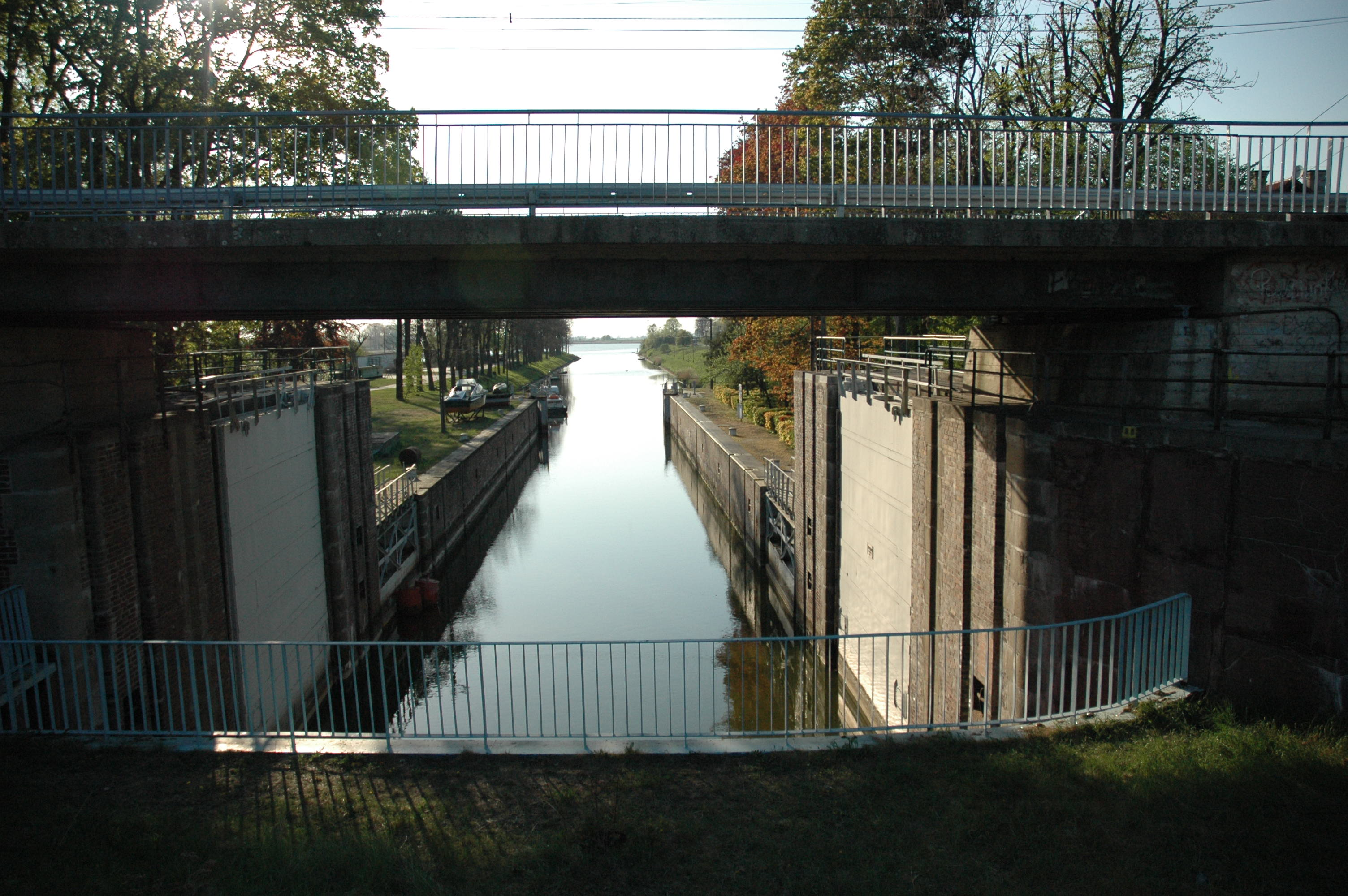
Śluza północna (obie pary wrót otwarte) – widok w kierunku Martwej Wisły

Przeznaczeniem śluzy była również regulacja wód Wisły i zabezpieczenie przeciwpowodziowe dzielnic i osiedli Gdańska położonych nad Martwą Wisłą.
Obiekt hydrotechniczny w Przegalinie składa się z dwóch śluz: czynnej „Południowej” (powstałej w latach 1975–1982) i nieczynnej od roku 1992 „Północnej” (oddanej do użytku w roku 1895). Nad śluzą wybudowano most (łączący Wyspę Sobieszewską z Żuławami Gdańskimi), na który wprowadzono również trasę Gdańskiej Kolei Dojazdowej do Świbna. Śluza Północna została wpisana do rejestru gdańskich zabytków.
W kwietniu 2011 r. rozpoczęła się przebudowa śluzy z budową mostu zwodzonego nad kanałem, który stał się pierwszym w historii, zbudowanym od podstaw ruchomym mostem drogowym między Wyspą Sobieszewską a stałym lądem. Obiekt ma nośność klasy C, co m.in. pozwoliło na dojazd samochodów ciężarowych do późniejszej  budowy mostu zwodzonego między Wiślinką a Sobieszewem. Wykonawcą jest firma Mostostal Warszawa SA, zaś sama inwestycja, obejmująca także przebudowę układu drogowego ul. Akwenowej, została zrealizowana do połowy maja 2012 r. za kwotę 14,12 mln zł.
Od początku października 2019 przewidywany jest kolejny remont śluzy, który ma trwać do końca września 2021.